# Die Brüder Karamasow

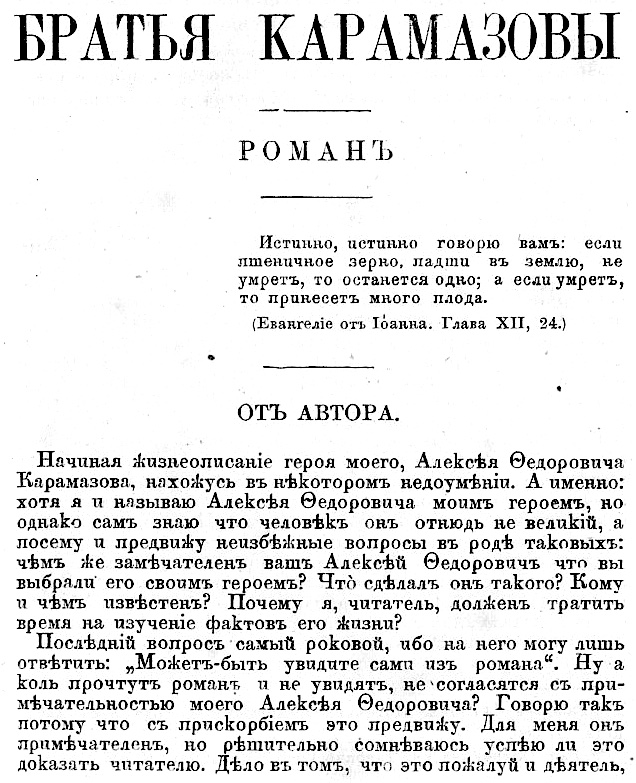
Titelseite der ersten Ausgabe des Romans Die Brüder Karamasow von Fjodor Dostojewski, November 1880

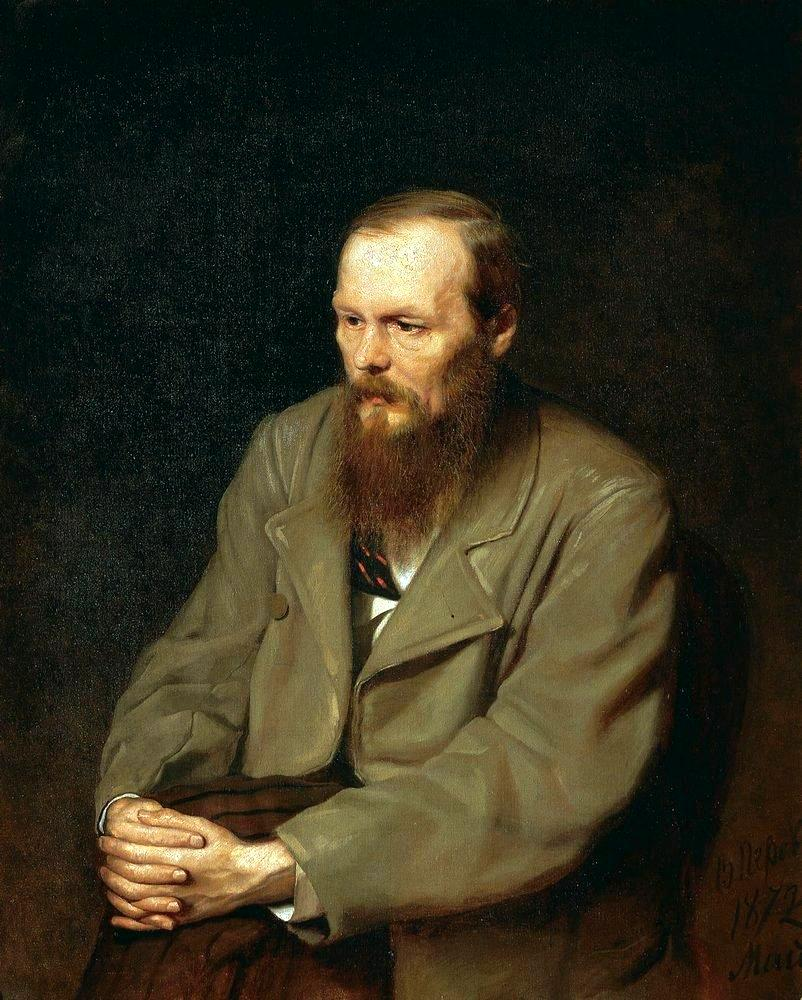
Porträt des Schriftstellers Fjodor Dostojewski, Öl auf Leinwand (1872) von Wassili Grigorjewitsch Perow, Tretjakow-Galerie, Moskau

Die Brüder Karamasow (russisch Братья Карамазовы Bratja Karamasowy), in manchen Ausgaben auch Karamasoff, ist der letzte Roman des russischen Schriftstellers Fjodor M. Dostojewski, geschrieben in den Jahren 1878–1880.

## Inhalt
Dostojewskis Roman hat einen ähnlichen Aufbau wie eine Kriminalgeschichte: Konfliktsituation in einer Familie, Mord, Recherchen und Verhaftung des Verdächtigen, Gerichtsverhandlung mit Zeugenaussagen, Plädoyers und Urteil. Der Leser verfolgt diese Abläufe, erfährt gegen Ende, wer der Täter ist, und erlebt die Entwicklung eines Justizirrtums mit. Die Bedeutung des Romans besteht allerdings in der Verbindung dieser Spannungselemente mit einer Darstellung der gesellschaftlichen Struktur und der politisch-philosophischen Diskussionen im damaligen Russland. Ein Abbild dieser Situation ist die Familie Karamasow mit Kindern aus verschiedenen legalen und illegalen Beziehungen, der Dienerschaft und den Liebesbeziehungen zu sozial unterschiedlich bewerteten Frauen. Der Roman endet für die Beteiligten mit einer Katastrophe: Sie sind entweder körperlich oder seelisch krank oder müssen in die Verbannung gehen bzw. aus Russland fliehen. Dostojewskis Hoffnungsträger für eine neue moralische Gesellschaft ist der am Schluss von den Jugendlichen umjubelte Alexej.

### Hauptpersonen
Der 55-jährige Patriarch Fjodor Karamasow entstammt dem alten, niederen Landadel und ist durch Spekulationshandelsgeschäfte reich geworden. Um seine Familie kümmert er sich nicht und überlässt die Erziehung der Söhne, nach dem frühen Tod seiner beiden Frauen, anfänglich dem Diener Grigori Kutusow und dessen Frau Marfa bzw. Verwandten, die für eine Gymnasialausbildung sorgen. Er selbst lebt seine Leidenschaften hedonistisch aus.
Die auf wenige Tage im September und, nach einem Zwei-Monate-Sprung, November konzentrierte Haupthandlung beginnt mit der Rückkehr der drei erwachsenen Söhne. Sie vertreten unterschiedliche Weltanschauungen und diskutieren diese untereinander und mit dem Vater. Das Verhältnis wird aus finanziellen und persönlichen Gründen, vor allem zwischen Fjodor und seinem ältesten Sohn, immer spannungsreicher.

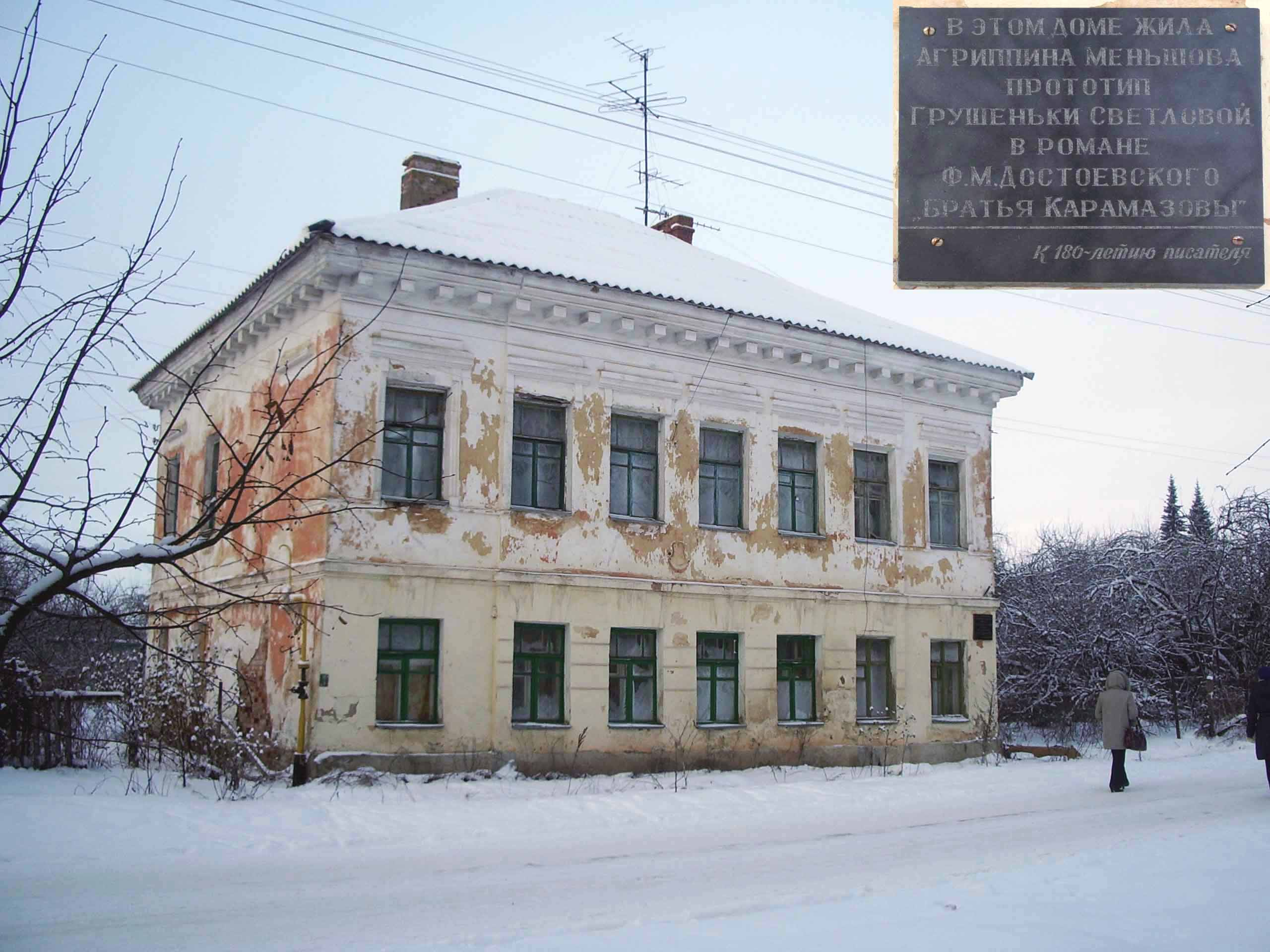
Während ihrer Sommerferien in Staraja Russa lernten die Dostojewskis die Familie Menchow kennen, deren Tochter Agrippina dem Schriftsteller als Vorlage für die Gestaltung der „Gruschenka Swetlowa“ diente. Deshalb wird das gegenüber dem Dostojewski’schen gelegene Haus „Gruschenka-Haus“ genannt.

Dmitri ist der älteste (28 Jahre) Sohn von Fjodor Karamasow und der einzige Nachkomme aus dessen erster Ehe mit Adelaida Iwanowna Miusow. Er ist Soldat und führt ein zügelloses Leben, das geprägt ist von der „karamasow’schen Seele“, das heißt emotional widersprüchlichen, sprunghaften Verhaltensweisen. Beispielhaft dafür ist seine komplizierte Beziehung zur stolzen Offizierstochter Katerina (Katja) Werchowzew. Da er sich in sie verliebt hat, sich aber von ihr wenig beachtet fühlt, nutzt er einen finanziellen Engpass aus und schlägt ihr vor, die Schulden ihres Vaters zu begleichen und damit dessen Ehre zu retten, wenn sie seine Geliebte wird. Als sie gezwungenermaßen, in Überwindung ihrer moralischen Einstellung einwilligt, verzichtet er, plötzlich sich der anderen Seite seines Wesens besinnend, großzügig auf ihre Gegenleistung. Nachdem er wieder einmal in großen Geldnöten, sie aber durch eine Erbschaft reich geworden ist, bietet sie ihm aus dankbarer Liebe ihr Geld und die Ehe an. Sie verloben sich, doch bald darauf verliebt sich Dmitri in Agrafena Swetlowa (Gruschenka), die wegen ihres Vorlebens mit dem polnischen Offizier Mussjalowitsch und der Verbindung mit ihrem Wohltäter, dem Kaufmann Samsonow, in der gehobenen Gesellschaft nicht anerkannt ist. Gruschenka hat eine seinem Charakter entsprechende ambivalente, leidenschaftliche Seele und wird auch von seinem Vater umworben.
Der 24-jährige Iwan, der die Universität besucht hat, verdient seinen Unterhalt mit Privatstunden und dem Schreiben von philosophischen Artikeln. Er verkörpert den aufgeklärten, verstandesorientierten, atheistischen Intellektuellen. Er bezweifelt, aus Enttäuschung über das von Gott nicht verhinderte Leid in der Welt, die Autorität der christlichen Gebote und der damit verbundenen Belohnungen und Strafen. Deshalb sei der Mensch sein eigener Gott und folglich moralisch in seinen Entscheidungen und Taten frei. Diese Theorie führt in Verbindung mit seiner unglücklichen Vaterbeziehung und der Gefolgschaft Smerdjakows zur Katastrophe. Ein weiterer Aspekt der komplexen Familienbeziehungen ist die Liebe Iwans zu Katerina, die sein Bruder bereit ist an ihn abzugeben. Sie ist verwirrt durch diese Situation zwischen Eifersucht auf Gruschenka und Achtung des ernsthaften Iwan, was nach dessen Selbstbeschuldigung, moralisch mitverantwortlich für den Vatermord zu sein, zu einer Änderung ihrer Aussage im Laufe des Gerichtsprozesses und zur Belastung Dmitris führt.
Iwans Ideen finden vor allem das Interesse seines mutmaßlichen, gleichaltrigen Halbbruders Pawel Smerdjakow. Dieser arbeitet im Haus Karamasow als Koch und alle Indizien, obwohl Fjodor sich nicht als Vater bekennt, sprechen dafür, dass er sein illegitimer Sohn mit der geistesgestörten Lisaweta Smerdjastschaja, der „Stinkenden“ ist. Er bewundert Iwan als seinen Mentor und ist bereit, da er an dessen Einverständnis glaubt, für ihn einen Mord zu begehen, um ihm zu einer größeren Erbschaft zu verhelfen. Er erhofft sich dadurch dessen Anerkennung. Als dieser jedoch über seine Tat und seine eigenen unbewussten Wünsche entsetzt ist, erhängt er sich, ohne ein Geständnis zurückzulassen, und lässt damit zu, dass Dmitri verurteilt wird.
Alexej („Aljoscha“) ist der jüngste Sohn (20 Jahre) und Iwans Vollbruder. Er wird im Vorwort vom Erzähler zum Protagonisten erklärt und begleitet den Leser die meiste Zeit. Er ist Novize und Schüler des Priestermönchs und Starez Sossima, der als Gegenfigur zu Fjodor gezeichnet wird und Alexejs geistiger Vater ist. Wie sein Vorbild Sossima vertritt Alexej ein russisch-orthodoxes Christentum, in dessen Zentrum Mitleid, gegenseitiges Verzeihen und Vergebung der Schuld stehen. Er versucht in den komplizierten personalen Beziehungen zu vermitteln und ist ständig auf dem Weg von einer Person zur anderen, um sich die verschiedenen Geschichten anzuhören, um Botschaften weiterzugeben und um Verständnis füreinander zu werben. So gelingt es ihm, den neunjährigen Iljuscha Snegirjow, der verachtet wird, weil sein Vater Nicolai Snegirjow ein aus dem Dienst entlassener, verarmter Soldat ist, mit seinen Schulkameraden, unter denen auch der von ihm bewunderte Kolja Krassotkin ist, auszusöhnen. Alexej geht auch zuerst einmal auf die Heiratswünsche der psychisch-physisch kranken, in ihn verliebten 14-jährigen Lisa Chochlakow ein, verlagert diese Wünsche jedoch geschickt in die Zukunft und hilft ihr so bei der Bewältigung ihrer Krise. Mit dieser Einstellung verlässt er nach Sossimas Rat das Kloster.

### Handlung
Die Haupthandlung beginnt mit Dmitris Streit mit dem Vater, der ihm angeblich Geld aus dem Erbe seiner Mutter schuldet und der um dieselbe Frau, Agrafena Alexandrowna, wirbt. An den ersten beiden Tagen (1. und 2. Teil) entfaltet sich diese Konfliktsituation zunehmend und eskaliert am dritten (3. Teil): Iwan fährt aus Enttäuschung darüber, dass sich Katerina trotz Dmitris Abwendung nicht von ihm lösen kann, nach Moskau, während Dmitri die ganze Zeit über Geld für ein Zusammenleben mit Gruschenka zu leihen versucht, das Vaterhaus beobachtet, um zu sehen, ob sie seinen Vater besucht, und dabei den ihn im Garten überraschenden Diener Grigori niederschlägt. Schließlich erfährt er von Gruschenkas Treffen mit ihrem früheren Liebhaber, dem polnischen Offizier, in Mokroje und reist ihr nach. Inzwischen hat Smerdjakow die Situation genutzt, Fjodor ermordet, Spuren gelegt und die 3000 Rubel versteckt.
Im Prozess vor dem Bezirksgericht (4. Teil) wird Dmitri des geplanten Mordes und Diebstahls beschuldigt. Da er verschiedentlich geäußert hat, den Vater töten zu wollen, und ihn auch tätlich angegriffen hat, ist der Verdacht sofort auf ihn gefallen, zumal er am Tatort war (3. Teil, 8. Buch, 4. Kap.) und in derselben Nacht für ein orgiastisches Fest mit Gruschenka in einer Gastwirtschaft des Dorfes Mokroje viel Geld verjubelt hat (3. Teil, 8. Buch, 5. und 6. Kap.), obwohl er vorher bei seinen Bekannten vergeblich größere Summen zu leihen versuchte. Der Staatsanwalt vermutet, dass er nach dem Mord die 3000 Rubel gestohlen hat, die sein Vater aufbewahrt hatte, um sie der Geliebten zu schenken, wenn sie ihn besucht. Es gibt zwar keine Tatzeugen, aber die Indizien sprechen gegen ihn und das Gericht glaubt nicht seiner von Katerina bestätigten, verworrenen Erklärung, dass das Geld ihr gehört. So wird Dmitri schließlich zur Zwangsarbeit in Sibirien verurteilt. Anfänglich akzeptiert er dies als gerechte Strafe für seinen Hass und seine Mordgedanken, willigt dann aber doch in die Fluchtpläne seines Bruders Iwan ein. Er wird sich nämlich zusammen mit seinem Bruder Alexej darüber bewusst, dass die Strafe, zumal er unschuldig ist, für ihn zu schwer wäre und er daran zu Grunde ginge. Der wirkliche Täter ist Smerdjakow, der Iwan den Mord gesteht (4. Teil, 11. Buch, 8. Kap.) und sich am Tag vor dem Prozessbeginn erhängt. Er hat geglaubt, durch die Tat einer unausgesprochenen Aufforderung Iwans nachzukommen.
Mit diesem Hauptstrang der Handlung sind weitere, die Thematik der Eltern-Kind-Beziehung illustrierende Geschichten verwoben: z. B. die der Gutsbesitzerin Katerina Chochlakow und ihrer übersensiblen, seit einem halben Jahr an den Füßen gelähmten, in Alexej verliebten 14-jährigen Tochter Lisa. Während Frau Chochlakow wegen ihrer engen kommunikativen Vernetzung im Roman eine Verbindungsrolle spielt, bildet die Handlung um den Starzen Sossima (2. Teil, 6. Buch, 2. Kap.), einen hochangesehenen Mönch aus einem Kloster nahe der Stadt, in dem Aljoscha eine Zeit lang gelebt hat, einen eigenen Schwerpunkt: eine Gegenwelt zur säkularisierten Stadt. Wie Sossima fungiert auch der verarmte ehemalige Soldat Nicolai Snegirjow als liebevoll-väterliche Kontrastfigur zu Fjodor Karamasow: Sein an Schwindsucht erkrankter Sohn Iljuscha kann die Verspottung seines Vaters durch Dmitri nicht verwinden und stirbt am Ende des Romans.

## Idee

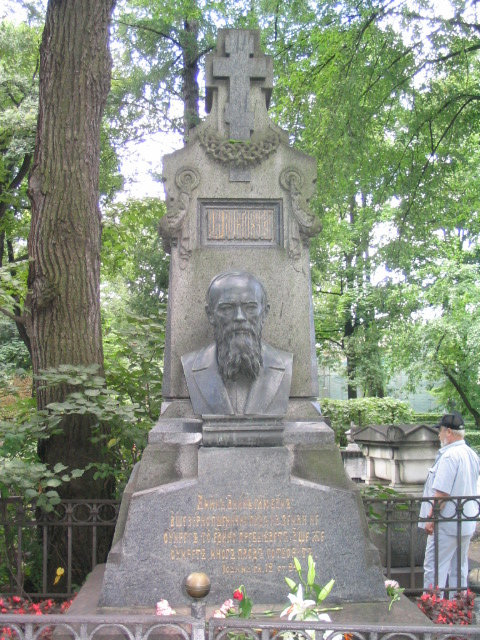
Grabmal Dostojewskis in Sankt Petersburg, mit dem Bibelwort Joh. 12, 24, das auch das Motto der Brüder Karamasow ist.

Die Brüder Karamasow sind als „Roman einer Idee“ stark konstruiert: Drei Brüder, die für verschiedene Prinzipien stehen (Iwan für das Denken, Dmitri für die Leidenschaft, Aljoscha für schöpferischen Willen) und die jeweils eine weibliche Figur an ihrer Seite haben, stehen zwei Vaterfiguren gegenüber: ihrem leiblichen Vater, der Zeugung und Tod symbolisiert, und dem Starzen Sossima als Verkörperung von Opfer und Auferstehung. Die Brüder sind durch ihren Hass auf den alten Karamasow in Schuld verstrickt und leben in Zerrissenheit (russisch: nadryw). In Iwans Reflexionen spiegelt der Autor seine Kritik an der philosophisch-ethischen Verunsicherung der russischen Gesellschaft. Iwan steht für den intellektuellen, westlich denkenden Zweifler an Gott und allen Werten, der sozusagen an der Aufklärung erkrankt ist, zugleich aber von tiefer Menschenliebe ergriffen ist. Seine Zweifel treiben ihn in den Wahnsinn: Er ist nicht sicher, ob ein in seinem Zimmer auftauchender kleiner Teufel eine eigenständige transzendente Erscheinung oder seine eigene Projektion ist (4. Teil, 11. Buch, 9. Teil). Zudem muss er durch die drei Gespräche mit Smerdjakow erkennen, dass er diesem den Anlass zu dem Mord gegeben hat und in Wirklichkeit dessen Gebieter war. Doch vor Gericht will ihm niemand Glauben schenken, da er in einer Art Fieberwahn spricht. Vielmehr wird seine Aussage von der Anklage nur als Ausdruck seines Edelmuts gedeutet, da man ihm unterstellt zu lügen, um den Bruder zu entlasten.
Aus ihrer Verstrickung können die Söhne nur befreit werden, indem sie ihre Schuld und die dafür auferlegte Sühne annehmen (auch wenn sie im juristischen Sinne unschuldig sind) und statt egoistisch-egozentrisch nur um sich selbst zu kreisen, ihr Leben der „werktätigen Liebe“ widmen. Auf diesen Lebenssinn durch Sühne, Opfer und Nächstenliebe weist auch das Motto des Romans hin: „Wahrlich, wahrlich, ich sage euch: Wenn das Weizenkorn nicht in die Erde fällt und erstirbt, bleibt es allein; wenn es aber erstirbt, bringt es viel Frucht.“ (Joh 12,24 ).
Der Roman entfaltet eine Fülle tiefer Gedanken über die christliche Religion und die in ihr aufgehobenen menschlichen Grundfragen nach Schuld und Sühne, Leid und Mitleid, Liebe und Versöhnung. Dabei vermittelt Dostojewski durch die Figur des Starzen einen spezifischen Gottesglauben.
In der von Iwan verfassten Legende vom Großinquisitor (2. Teil, 5. Buch, 5. Kap.), die er Aljoscha als Ausdruck seiner tiefsten Überzeugungen erzählt, formuliert Dostojewski das Theodizee-Problem, wie auch durch die Frage Fjodors an seine beiden Söhne: „Ist Gott tot?“ Fjodor kennt nur den Zweifel. Iwan kann und will einen Gott, der unschuldiges Leiden zulässt, nicht akzeptieren: „Ich leugne gar nicht, daß es einen Gott gibt, aber diese von ihm geschaffene Welt lehne ich ab. Ich gebe ihm mein Eintrittsbillett in diese Welt zurück.“ (2. Teil, 5. Buch, 4. Kap.). Entsprechend übernimmt in seiner Legende der Großinquisitor die Macht auf der Erde und herrscht mit einem strengen Strafsystem, um das Leben der Menschen zu regeln. Den in der Welt erschienenen Jesus schickt er in die Transzendenz zurück. Aljoscha verweist demgegenüber auf die Mitleidstat Gottes in Christus.

## Erzählform
Ein anonymer Erzähler bzw. Verfasser (Vorwort), der sich als ein Einwohner „unserer Stadt“ bezeichnet, gibt einerseits, gewissermaßen in auktorialer Weise, einen Überblick über die Familiengeschichte Karamasow (1. Teil, 1. Buch) und die Biographien und Vorstellungen anderer Personen. Andererseits werden die Handlungen und die darin integrierten Erzählungen meist chronologisch und, in personaler Form, aus der Perspektive der Söhne, vorwiegend aus der Alexejs, präsentiert. Dabei erhält der Autor die Spannung aufrecht, indem er die Ausführung des Mordes ausspart und vor dem Prozessbeginn als Rückblick einschaltet. Dadurch ermöglicht er auch dem Leser, die Indizienketten des Staatsanwaltes und des Verteidigers zu überprüfen.
Durch die differierenden Positionen, die vielen Gespräche und die darin vertretenen unterschiedlichen Bewertungen, z. B. der Karamasow-Söhne und ihrer Diskussionspartner sowie die ausführlichen Analysen während der Gerichtsverhandlung und Plädoyers, entsteht ein polyphones, polyperspektivisches Bild, das Michail Bachtin als typisch für die Romane Dostojewskis beschrieben hat.

## Einflüsse
Nach dem Tod des jüngsten Sohnes Alexej im Mai 1878 suchte Dostojewski im Juni desselben Jahres Hilfe beim Starez Amwrosi im Optina-Kloster bei Koselsk. Diese Erfahrung arbeitete der Autor in die Gestaltung des Starez Sossima sowie in die Geschichte Snegirjows und des neunjährigen Iljuscha mit ein, dessen Sterben und Begräbnis gegen Ende des Romans geschildert werden. In diesem Zusammenhang ist in der Kontrasthandlung zu dieser liebevollen Vater-Sohn-Beziehung die Namensgebung „Fjodor“ für den Vater Karamasow und „Alexej (Aljoscha)“ für dessen idealisierten jüngsten Sohn, den Hoffnungsträger des Romans, von Bedeutung für die Interpretation.
Kapitel 5 des ersten Buchs lehnt sich in der Darstellung des Starzentums stark an Kliment Zedergolms (auch Clement Sederholm genannt) wenige Jahre zuvor verfasste Hagiographie des Starez Leonid an. Weitere Anregungen erhielt Dostojewski durch seine Freundschaft mit dem Religionsphilosophen Wladimir Sergejewitsch Solowjow und aus den philosophischen Schriften Nikolai Fjodorowitsch Fjodorows.

## Rezeption
Die Rezeption des Werks war, sowohl im Negativen als auch im Positiven, von außergewöhnlicher Intensität. Die russischen Philosophen Wladimir Sergejewitsch Solowjow, Wassili Wassiljewitsch Rosanow und Nikolai Alexandrowitsch Berdjajew sowie der Schriftsteller Dmitri Sergejewitsch Mereschkowski nahmen verehrend Bezug auf die von Dostojewski entwickelten religiösen Ideen. Sehr kritisch sahen Dostojewski und insbesondere Die Brüder Karamasow Henry James, D. H. Lawrence, Vladimir Nabokov und Milan Kundera, welche unter anderem die morbide und depressive Grundstimmung des Romans bemängelten. Nabokov hob den Mangel an äußerem Realismus hervor: Anders als Tolstoi charakterisiere Dostojewski seine Personen nicht durch Details in Kleidung, Wohnung oder Umgebung, sondern durch ihre psychologische Reaktionen und ethische Situationen, wie es in Theaterstücken üblich sei:

„Der Roman Die Brüder Karamasow machte auf mich immer den Eindruck eines ausufernden Stückes, mit gerade so viel Möbeln und Gerät, wie die verschiedenen Schauspieler brauchten: ein Tisch mit einer feuchten, runden Stelle, wo ein Glas stand, ein gelb angestrichenes Fenster, damit es so aussehen sollte, als ob draußen die Sonne schiene, oder ein Gebüsch, das ein Bühnenarbeiter rasch noch besorgt und irgendwo hingestellt hat.“

Sigmund Freud bezeichnete Die Brüder Karamasow als einen der gewaltigsten Romane der Weltliteratur. Im Essay Dostojewski und die Vatertötung aus dem Jahr 1928 analysierte er das Werk psychoanalytisch und arbeitete dessen ödipale Thematik heraus.
Hermann Hesse sah im Jahr 1920 die Brüder Karamasow nicht als sprachliches Kunstwerk, sondern als Prophezeiung eines „Unterganges Europas“, der ihm bevorzustehen schien. Statt der wertgebundenen Ethik Europas predige Dostojewski hier „ein uraltes asiatisch-okkultes Ideal, […] ein Allesverstehen, Allesgeltenlassen, eine neue, gefährliche grausige Heiligkeit“, die Hesse mit der Oktoberrevolution assoziierte:

„Schon ist […] der halbe Osten Europas auf dem Weg zum Chaos, fährt betrunken in heiligem Wahn am Abgrund entlang, und singt dazu, singt betrunken und hymnisch wie Dmitri Karamasoff sang.“

Manche Interpreten sehen insbesondere in der Gestalt des Großinquisitors eine Verkörperung des Herrschaftswahns und des Totalitarismus, ein Vorabbild der kommenden Diktatur des atheistischen Sozialismus, deren Vordenker Iwan sei. Zum Stellenwert der Legende schrieb Dostojewski selbst 1879: „Wenn der Glaube an Christus verfälscht und mit den Zielsetzungen dieser Welt vermengt wird, dann geht auch der Sinn des Christentums verloren. Der Verstand fällt dem Unglauben anheim, und statt des großen Ideals Christi wird lediglich ein neuer Turm zu Babel errichtet werden. Während das Christentum eine hohe Auffassung vom einzelnen Menschen hat, wird die Menschheit nur noch als große Masse betrachtet. Unter dem Deckmäntelchen sozialer Liebe wird nichts als offenkundige Menschenverachtung gedeihen.“
Für den französischen Existenzialisten Albert Camus habe niemand in gleicher Weise wie Dostojewski „der absurden Welt so eindringliche und so quälende Reize zu geben vermocht“.
Die Übersetzerin Swetlana Geier urteilt, Brat’ja Karamazovy weise „in sublimater Form“ Züge von Dostojewskis innerer Biographie auf. Damit habe er Gedanken seiner früheren Romane, in denen er bis zur letzten Konsequenz nachverfolgte, was mit einem Menschen ohne Gott geschehe, „korrigiert und vollendet“.
Der Literaturkritiker Marcel Reich-Ranicki bezeichnete den Roman als den besten Roman der Welt:

„Als ich damals, meine Schulaufgaben und meine Freunde vernachlässigend, dieses Buch las, glaubte ich, es sei der beste Roman der Welt. Unter uns: Ich glaube es immer noch.“

## Übersetzungen ins Deutsche
- unbekannter Übersetzer: Die Brüder Karamasow. Grunow, Leipzig 1884.
- E. K. Rahsin: Die Brüder Karamasoff. Piper, München 1906, ISBN 3-492-04000-3[15]
- Karl Nötzel: Die Brüder Karamasoff. Insel, Leipzig 1919.
- Friedrich Scharfenberg: Die Brüder Karamasoff. J. C. C. Bruns’ Verlag, Minden 1922
- Johannes Gerber: Die Brüder Karamasow. Hesse und Becker, Leipzig 1923.
- Hermann Röhl: Die Brüder Karamasow. Reclam jun., Leipzig 1924; wieder, ISBN 3-458-32674-X.
- Bodo von Loßberg: Die Brüder Karamasow. Th. Knaur Nachf., Berlin 1928.
- Reinhold von Walter: Die Brüder Karamasow. Büchergilde Gutenberg, Berlin 1930
- Valeria Lesowsky: Die Brüder Karamasow. Gutenberg-Verlag, Wien 1930.
- Hans Ruoff: Die Brüder Karamasow. Winkler, München 1958.
- Werner Creutziger: Die Brüder Karamasow. Aufbau, Berlin 1981, ISBN 3-351-02311-1.
- Swetlana Geier: Die Brüder Karamasow. Ammann, Zürich 2003, ISBN 3-250-10259-8, ISBN 3-250-10260-1.

## Adaptionen
Verfilmungen
- 1915: Bratja Karamasowy – Regie: Viktor Tourjansky[16]
- 1920: Die Brüder Karamasoff – Regie: Carl Froelich
- 1931: Der Mörder Dimitri Karamasoff – Regie: Fjodor Ozep
- 1958: Die Brüder Karamasow (The Brothers Karamazov) – Regie: Richard Brooks[17]
- 1969: Die Brüder Karamasow (Bratja Karamasowy) – Regie: Iwan Pyrjew, nach dessen Tod: Kirill Lawrow und Michail Uljanow[18]
- 1969: Les Frères Karamazov, Regie Marcel Bluwal, mit Pierre Brasseur und Bernard Fresson in den männlichen Hauptrollen, französischer Fernsehfilm[19]
- 1991: Der Großinquisitor – Regie: Beat Kuert, nach einer Legende innerhalb des Romans
- 2008: Die Karamazows – Regie: Petr Zelenka[20]
- 2009: Die Brüder Karamasow, russischer Fernsehmehrteiler – Regie: Juri Moros[21]
- 2010: Karadağlar – Regie: Ertunç Şenkay[22]

Deutschsprachige Hörspielbearbeitungen
In Deutschland und Österreich entstanden fünf Adaptionen, die mit dem Roman Die Brüder Karamasow in Verbindung stehen. Die Angaben zu den drei Versionen Der Großinquisitor befinden sich im dortigen Artikel.
- 1960: Der Prozeß des Mitjä Karamasoff. Eine Funkbearbeitung von David Tutaev, nach Motiven von Dostojewski – Regie: Walter Ohm, u.aa. mit Erik Schumann, Josef Manoth, Peter Martin Urteil, Friedrich Domin und Agnes Fink (BR)[23]
- 1981: Ein russischer Mönch. Erzählung aus Die Brüder Karamasow – Regie: Ferry Bauer, mit Jenny Kitzesch, Hubert Mann, Robert Dietl, Elfriede Gollmann und Heinz Ehrenfreund (ORF Oberösterreich)[24]

Oper 
- 1922–1927 ‒ Die Brüder Karamasow (Musik: Otakar Jeremiáš)

Theater
- 1910 ‒ Братья Карамазовы (Bratja Karamasowy), Drama, Inszenierung am Tschechow-Kunsttheater Moskau, Co-Regie: Wladimir Nemirowitsch-Dantschenko[25]
- 2014 ‒ Karamasow, Drama von Thorsten Lensing
- 2015 ‒ Die Brüder Karamasow nach Fjodor M. Dostojewskij – Castorf, Volksbühne Berlin